# Louisiana State University System
Das Louisiana State University System ist ein Verbund staatlicher Universitäten im US-Bundesstaat Louisiana. Es ist das größte der vier staatlichen Universitätsnetzwerke in Louisiana.

## Standorte

### Universitäten
- Louisiana State University and Agricultural and Mechanical College (Hauptcampus in Baton Rouge)
- Louisiana State University School of Veterinary Medicine – Baton Rouge (seit 1968)
- Louisiana State University at Alexandria (seit 1960)
- Louisiana State University at Eunice (seit 1967)
- Louisiana State University in Shreveport (seit 1967)
- Louisiana State University Health Sciences Center New Orleans (seit 1931).
- Louisiana State University Health Sciences Center Shreveport (seit 1969).
- Paul M. Hebert Law Center – Baton Rouge (unabhängig seit 1977)
- University of New Orleans (seit 1958)

### Krankenhäuser
- Bogalusa Medical Center in Bogalusa
- Doctor Walter O. Moss Regional Medical Center in Lake Charles
- Earl K. Long Medical Center in Baton Rouge
- Huey P. Long Medical Center in Pineville
- Lallie Kemp Regional Medical Center in Independence
- Leonard J. Chabert Medical Center in Houma
- Medical Center of Louisiana at New Orleans (MCLNO) in New Orleans
  - Charity Hospital (1736) in New Orleans
  - University Hospital, New Orleans
- University Medical Center, Lafayette

### Weitere Institutionen
- Louisiana State University Agricultural Center in Baton Rouge (seit 1972)
- Center for Advanced Microstructures and Devices in Baton Rouge
- Pennington Biomedical Research Center in Baton Rouge